# Dubiraphia parva
Dubiraphia parva är en skalbaggsart som beskrevs av Hilsenhoff 1973. Dubiraphia parva ingår i släktet Dubiraphia och familjen bäckbaggar. Inga underarter finns listade i Catalogue of Life.